# Ligne Hanshin Kobe Kosoku
La ligne Hanshin Kobe Kosoku (阪神神戸高速線, Hanshin Kobe Kosoku-sen) est une ligne ferroviaire située à Kobe au Japon. Elle relie la gare de Motomachi à celle de Nishidai. La ligne  appartient à la compagnie Kobe Rapid Transit Railway pour laquelle elle constitue une partie de la ligne Tōzai, et est exploitée par la compagnie Hanshin.

## Histoire
La ligne ouvre le 7 avril 1968 et permet de relier les réseaux Hanshin et Sanyo.

## Caractéristiques

### Ligne
La ligne est entièrement souterraine.
- Longueur : 5,0 km
- Ecartement : 1 435 mm
- Alimentation : 1 500 V par caténaire

### Interconnexion
Les trains continuent sur la ligne principale Hanshin jusqu'à Osaka-Umeda et sur la ligne principale Sanyo Electric Railway jusqu'à Sanyo Himeji. Les trains provenant du réseau Hankyu empruntent la ligne de Kōsoku Kōbe à Shinkaichi.

### Liste des gares
| Numéro      | Gare            | Nom japonais | Distance (km) | Correspondances                                                                                               | Localisation | Localisation |
| ----------- | --------------- | ------------ | ------------- | --- | ------------ | ------------ |
| HS 33       | Motomachi       | 元町         | 0             | Hanshin : Hanshin (interconnexion) JR West : Kobe                                                             | Chūō-ku      | Kobe         |
| HS 34       | Nishi-Motomachi | 西元町       | 0,8           | | Chūō-ku      | Kobe         |
| HS 35       | Kōsoku Kōbe     | 高速神戸     | 1,5           | Hankyu : Kobe Kosoku (interconnexion) Métro municipal de Kobe : Kaigan (à Harborland) JR West : Kobe (à Kobe) | Chūō-ku      | Kobe         |
| HS 36       | Shinkaichi      | 新開地       | 2,1           | Shintetsu : Kobe Kosoku                                                                                       | Hyōgo-ku     | Kobe         |
| HS 37       | Daikai (ja)     | 大開         | 3,1           | | Hyōgo-ku     | Kobe         |
| HS 38       | Kōsoku Nagata   | 高速長田     | 4,1           | Métro municipal de Kobe : Seishin-Yamate (à Nagata)                                                           | Nagata-ku    | Kobe         |
| HS 39 SY 01 | Nishidai        | 西代         | 5,0           | Sanyo : ligne principale (interconnexion)                                                                     | Nagata-ku    | Kobe         |